# Ogyris iberia
Ogyris iberia är en fjärilsart som beskrevs av Waterhouse och Charles Lyell 1916. Ogyris iberia ingår i släktet Ogyris och familjen juvelvingar. Inga underarter finns listade i Catalogue of Life.